# Korpsappell
Der Korpsappell (oder auch Regimentsappell)  ist eine traditionelle Sessions-Veranstaltung im Kölner Karneval. Insbesondere die Traditionskorps pflegen die vereinsinternen Veranstaltungen, bei denen die Karnevalisten auf ihre Sessionstauglichkeit humorvoll geprüft werden.
Die Korpsappelle bilden eine karnevalistische Persiflage auf die soldatische Tradition der Fahnenappelle. Ähnlich wie bei dem militärischen Vorbild, werden dabei die neuen Mitglieder aufgenommen, Rekruten vereidigt, Karnevalisten „befördert“ und Ehrenmitglieder ernannt. Während des Korpsappells wird von den Gesellschaften das karnevalistische Programm – Reden, kleine Schauspiele, Tanz- und Musikdarbietungen – für die laufende Session vorgestellt und geprobt. Traditionelles Essen bei den Veranstaltungen ist Grünkohl mit Wurst oder ein Teller Erbsensuppe.
In den Traditionskorps werden im Kölner Karneval nur Männer in die Reihen der meist hierarchisch-militärisch gegliederten Karnevalsgesellschaften aufgenommen. Eine Ausnahme bildete im Jahr 2016 die Aufnahme von Henriette Reker als Kölner Oberbürgermeisterin. Sie wurde damit erstes weibliches Mitglied bei einigen Traditionsgesellschaften, unter anderem als Agrippina Kurasch (Courage) bei den Roten Funken.
Die Mitglieder schwören auf dieser Veranstaltung nicht nur die Treue zum Verein, sondern auch die Verbreitung von Heiterkeit und Frohsinn unter Beachtung bestimmter Anstandsregeln im Karneval. Als einer der ältesten und bekanntesten karnevalistischen Eide gilt seit dem 19. Jahrhundert der Rote-Funken-Eid, der seit 1977 auch auf einer Gedenktafel auf dem Rote-Funken-Plätzchen in Köln verewigt wurde.

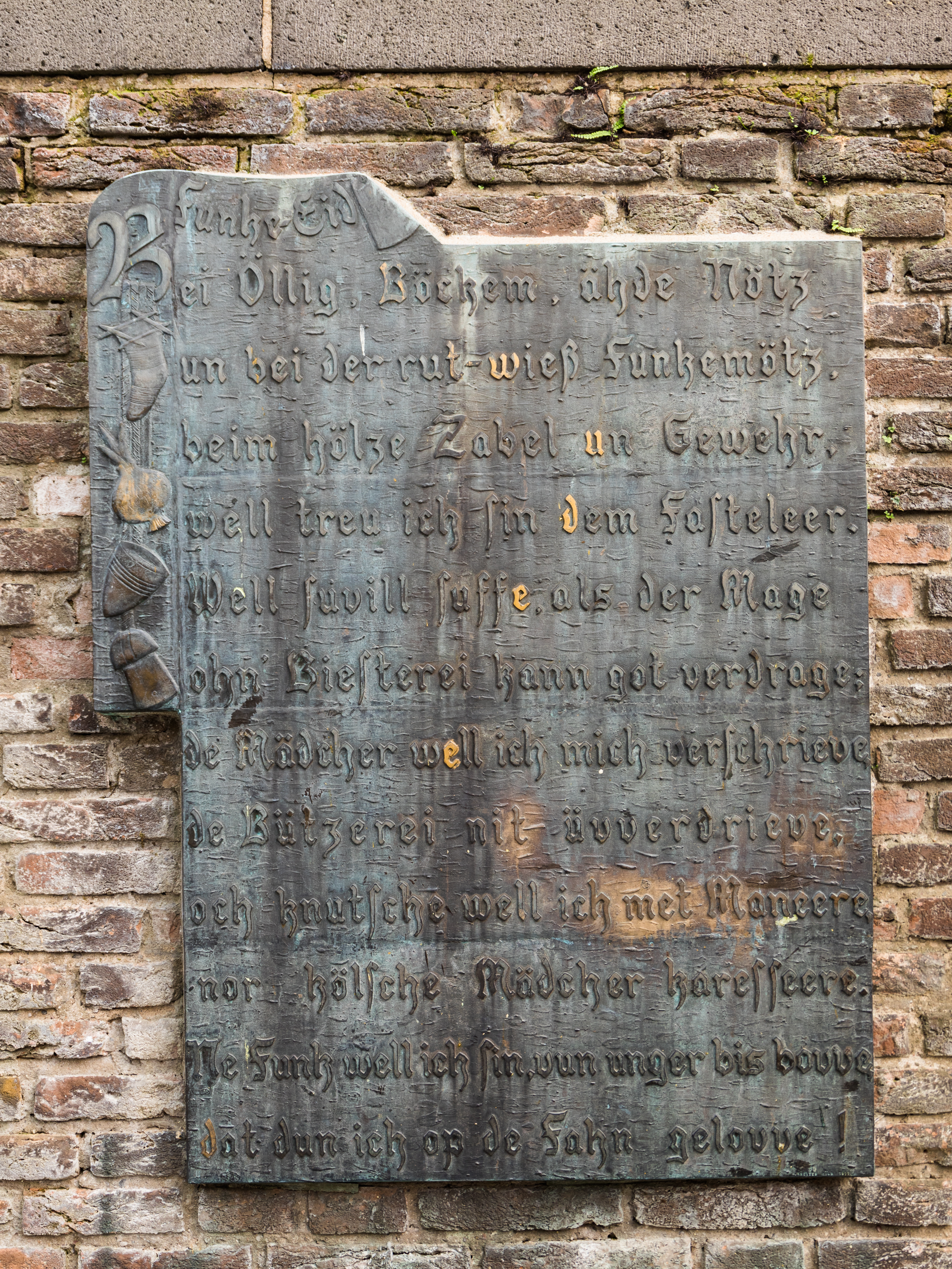
Rote-Funken-Eid (Gedenktafel) am Rote-Funken-Plätzchen in Köln

| Kölsch Bei Öllig, Böckem, ähde Nötz un bei der rut-wieß Funkemötz, beim hölze Zabel un Gewehr well treu ich sin dem Fasteleer, well su vill suffe als der Mage ohn Biesterei kann jot verdrage. De Mädcher well ich mich verschrieve, de Bützerei nit övverdrieve, och Knutsche well ich mit Maneere, nor Kölsche Mädcher karresseere. Ne Funk well ich sin von unge bis bovve. Dat dun ich op de Fahn gelovve! | Deutsch Bei Zwiebel, Bückling, Tonpfeife und bei der rot-weißen Funkenmütze, beim hölzernen Säbel und Gewehr will treu ich sein der Fastnacht, will so viel saufen wie der Magen ohne Verbiesterung/Quälerei gut vertragen kann. Den Mädchen will ich mich verschreiben, die Küsserei nicht übertreiben, auch Knutschen will ich mit Manieren, nur Kölner Mädchen karessieren/lieben. Ein Funke will ich sein von unten bis oben. Das gelobe ich auf die Fahne! |

In einigen Traditionsgesellschaften – wie bei der EhrenGarde der Stadt Köln 1902 – finden Korpsappelle auch außerhalb der Session – als monatliche Treffen der Vereinsmitglieder statt.